# Toxeuma ferrugineipes
Toxeuma ferrugineipes är en stekelart som beskrevs av William Harris Ashmead 1901. Toxeuma ferrugineipes ingår i släktet Toxeuma och familjen puppglanssteklar. Inga underarter finns listade i Catalogue of Life.